# Ptygmatophora staudingeri
Ptygmatophora staudingeri là một loài bướm đêm trong họ Geometridae.